# 아디다스 보쥬
보쥬(프랑스어: Beau Jeu)는 아디다스가 제작한 UEFA 유로 2016 토너먼트의 공인구 중 하나이다. 토너먼트의 조별 예선 경기에 사용되었으며 이후 토너먼트 라운드에서는 보쥬에서 디자인이 살짝 변형된 프라카스(Fracas)로 대체되었다. 프랑스어로 "보쥬(Beau Jeu)"는 축구의 별칭이기도 한 "아름다운 게임" 또는 "아름다운 경기"를 의미한다.

## 개요
보쥬는 2015년 11월 12일 프랑스의 전 축구 선수 지네딘 지단에 의해 공개되었다. 보쥬는 2014년 FIFA 월드컵 공인구였던 아디다스의 브라주카의 요소들과 비슷하지만 완전히 새로운 디자인이다. 공의 디자인은 "EURO"의 각각의 철자들이 "2016"을 나타내는 각각의 숫자들과 서로 겹쳐져 새겨져 있으며 전체적으로 파란색 계열의 라인과 주황색이 디테일하게 들어가 표현되었다.
2016년 6월 19일 스위스와 프랑스의 조별 예선 최종 경기에서 앙투안 그리즈만과 발론 베라미의 공 경합 도중 공이 터지는 일이 발생하기도 했다.
2016년 하계 올림픽과 2016년 하계 패럴림픽의 공인구인 에레조타(Errejota)는 보쥬에 기반을 두어 만들어졌지만 표면 디자인은 변경되었다.